# Asianthrips
Asianthrips (лат.) — род трипсов из семейства Phlaeothripidae (Thysanoptera).

## Распространение
Встречаются в Юго-Восточной Азии.

## Описание
Мелкие насекомые (длина около 1—2 мм) с четырьмя бахромчатыми крыльями, которые полностью развиты или нет. Голова не удлиненная, заглазничные щетинки хорошо развиты, остальные головные щетинки обычно мелкие; обычно одна или две (реже три) мелкие щетинки, отходящие внутри глазкового треугольника. Глаза большие у крупнокрылых, маленькие у микрокрылых. Глазки хорошо развиты у крупнокрылых. Усики 8-члениковые, VIII членик широко или узко сросшийся с VII члеником; III сегмент с двумя (1 + 1) или тремя (1 + 2), IV с четырьмя (2 + 2) чувствительными конусами-сенсориями; сегмент III асимметричный; промежуточные сегменты часто с серией из 10-20 щетинок на вентральной поверхности; колокольчатые сенсиллы на II членике расположены вблизи вершины. Максиллярные стилеты изменчивы, обычно втянуты в головную капсулу, реже короче, скорее разнесены друг от друга; максиллярный мост часто имеется, но очень слабый. Переднегрудные нотоплевральные швы завершены; обычные пять пар щетинок хорошо развиты. Передний зубец лапки обычно не развит, у самцов развит редко. Заднегрудной стерноплевральный шов отсутствует; мезопрестернум медиально сросся с мезоэустернумом, между этими пластинками с обеих сторон имеются редуцированные или отчётливые швы. Передние крылья, если они полностью развиты, медиально слабо перетянуты; обычно присутствуют удвоенные реснички; суббазальные щетинки обычно развиты и расширены. Брюшные тергиты II—VII с двумя парами удерживающих крыло щетинок, по крайней мере у крупнокрылых форм; поровые пластинки отсутствуют на стерните VIII самца. Трубка суженная, короче головы, прямобокая. Анальные щетинки короче трубки.

## Классификация
Включает около 20 видов из подсемейства Phlaeothripinae. Согласно первоописанию (Okajima, 2006)) Asianthrips близок к Adraneothrips. От близких родов (например, Trichinothrips) отличается тем, что VIII-й членик усиков четко отделен от VII-го, III-й членик с 3 сенсориями; щетинки am, aa и ml переднеспинки не располагаются близко друг к другу, переднее крыло сужено медиально, мезопрестернум медиально сросся с мезоэустернумом. Род был впервые описан в 2006 году как монотипический и только спустя несколько лет были описаны другие виды.
- Asianthrips balianus Okajima & Masumoto, 2022
- Asianthrips bamboosielloides Okajima & Masumoto, 2022
- Asianthrips bicolor Okajima & Masumoto, 2022
- Asianthrips dasycornis Okajima & Masumoto, 2022
- Asianthrips borneoensis Okajima & Masumoto, 2022
- Asianthrips dentipes Okajima & Masumoto, 2022
- Asianthrips longior Okajima & Masumoto, 2022
- Asianthrips magnus Okajima & Masumoto, 2022
- Asianthrips malayanus Okajima & Masumoto, 2022
- Asianthrips nobilis Okajima & Masumoto, 2022
- Asianthrips pallens Okajima & Masumoto, 2022
- Asianthrips orientalis Okajima, 2006 — Тайвань, Япония
- Asianthrips parvinotus Okajima & Masumoto, 2022
- Asianthrips sufflavus Okajima & Masumoto, 2022
- Asianthrips setifer Okajima & Masumoto, 2022
- Asianthrips sulawesiensis Okajima & Masumoto, 2022
- Asianthrips taiwanus Okajima & Masumoto, 2022
- Asianthrips vietnamensis Okajima & Masumoto, 2022
- другие